# Podul Elisabeta din Budapesta

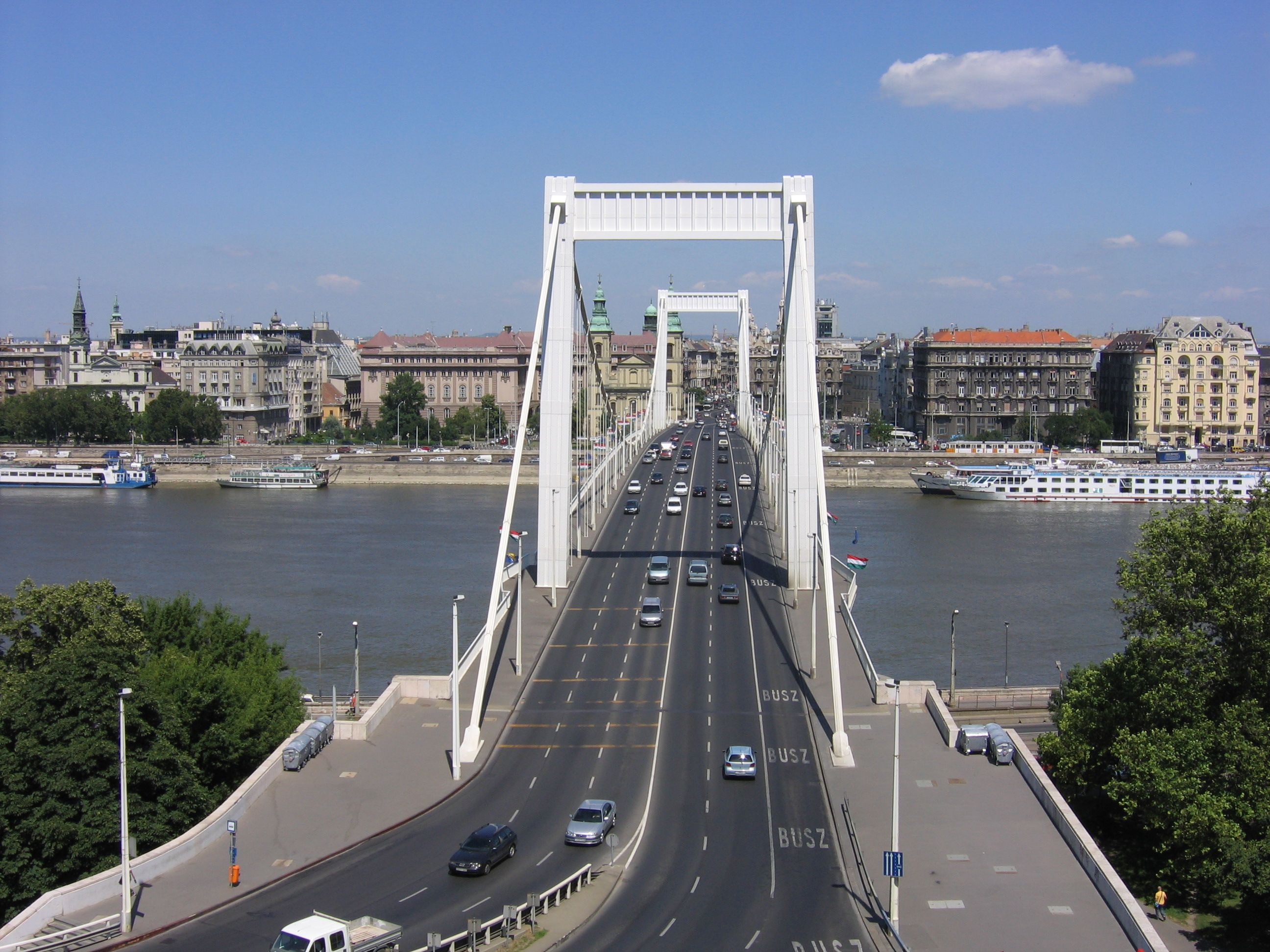
Podul văzut de sus

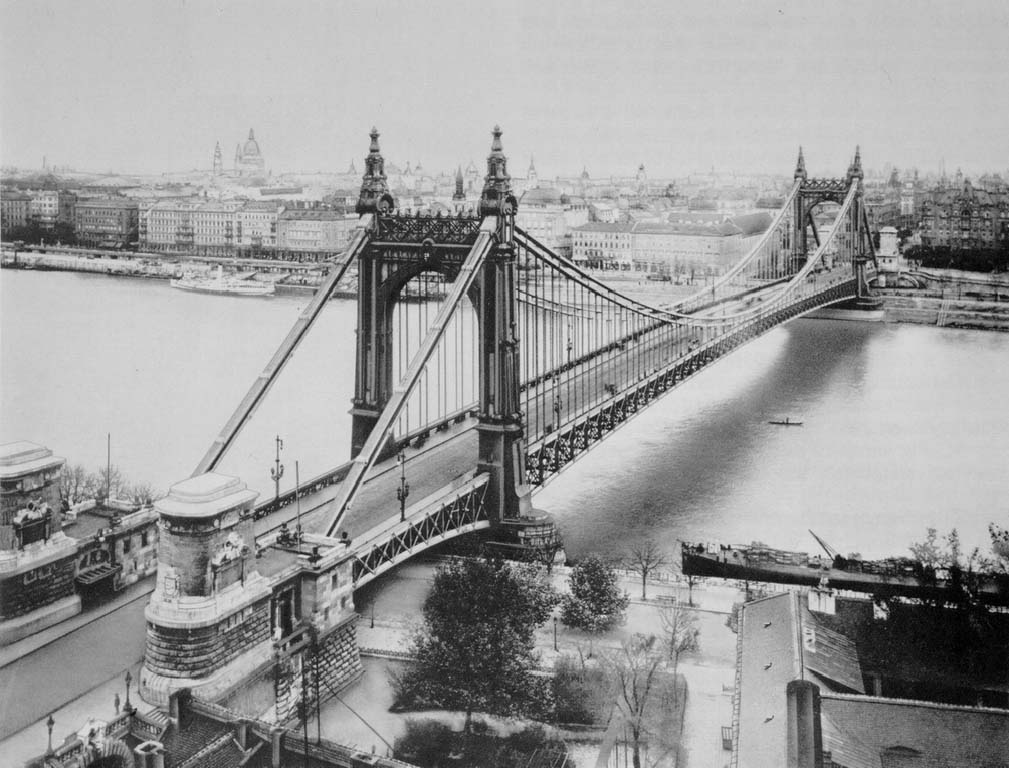
Podul Elisabeta în anul 1903

Podul Elisabeta (în maghiară Erzsébet híd) este un pod peste Dunăre din Budapesta, legând Buda și Pesta. Podul este situat în partea cea mai îngustă a Dunării din zona Budapestei, cu o lățime de numai 290 m. El este numit după regina Elisabeta (Sissi), o regină și împărăteasă populară a Austro-Ungariei, care a fost asasinată în 1898. Astăzi, marea ei statuie de bronz se află la baza dinspre Buda a podului, în mijlocul unei mici grădini. Spre deosebire de Podul Franz Joseph (în prezent Podul Libertății), podului Elisabeta nu i-a fost schimbat numele în timpul Ungariei comuniste.
Podul a fost construit între anii 1897-1903. După cel de-al doilea război mondial a fost reproiectat și lărgit. El are o structură pe doi piloni portal, fiind susținut de cabluri de oțel. Pilonii podului au fost proiectați de profesorul inginer Virgil Nagy.
Cele două capete ale podului sunt:
- Piața 15 Martie (cu cea mai veche biserică din Pesta, Inner City Parish Church, construită în secolul al XIII-lea) și celebrul restaurant Mátyás Pince
- Piața Döbrentei din Buda cu monumentul Sfântului Gellért de pe Dealul Gellért, o sculptură a Reginei Elisabeta, precum și Băile Rácz și Băile Rudas aflate în apropiere. Un luxos hotel cu spa este în curs de construcție în zonă.

## Istoric
Podul inițial, un pod suspendat decorativ, a fost construit între anii 1897 și 1903, pe fondul unui scandal de corupție. Capătul dinspre Buda a Podului Elisabeta ajunge la poalele Dealului Gellert, ceea ce a necesitat un aranjament complicat de drumuri pentru conectarea la pod. Podul a fost proiectat în așa fel deoarece un nobil bogat, membru al Consiliului orașului, deținea o suprafață de teren pe malul râului. El a vrut să facă o avere prin vânzarea bucății de teren pentru construcția podului, mituindu-i pe ceilalți consilieri și pe inginerii care elaborau proiectul. El a reușit să vândă terenurile la prețuri foarte umflate. În epoca tramvaielor trase de cai, problema geometriei podului nu a fost considerată semnificativă și depășirile de costuri rezultate au fost acoperite, iar astfel nu a avut loc urmărirea penală a proprietarului. În ultimele decenii, mulți motocicliști au fost grav răniți sau au murit în unghiul ascuțit care urmează imediat după pod. După un accident teribil din 2004, în care a murit o întreagă familie, s-a instituit o limită de viteză de 40 km/h pe pod.
Podul Elisabeta, împreună cu multe alte poduri din toată țara, a fost aruncat în aer la sfârșitul celui de-al doilea război mondial de către geniștii Wehrmacht-ului, aflați în retragere. Acesta este singurul pod din Budapesta, care nu a putut fi reconstruit în forma sa originală. Poze și unele elemente recuperate de la vechiul pod pot fi văzute pe iarba din fața Muzeului Transporturilor din Parcul orașului.
Podul actual cu piloni legați de cabluri albe a fost construit pe același loc între anii 1961-1964, pentru că guvernul nu își putea permite să construiască fundații noi pentru pod. Cablurile principale ale podului sunt hexagonale în secțiune transversală, fiind compuse din mii de fire de oțel de șapte diametre diferite, în parte deoarece computerele de la acea vreme nu au fost în măsură să ofere o soluție pentru o secțiune transversală circulară cu cabluri.
Designul nou, proiectat de Pál Sávoly, a fost o premieră în Europa Centrală, dar a avut unele deficiențe. Traficul tramvaielor și a camioanelor grele a fost eliminat de pe pod în 1973, după ce au apărut semne de fisuri în structură.
Iluminatul special pentru Podul Elisabeta a fost creat de renumitul proiectant japonez de sisteme de iluminat Motoko Ishii, iar Japonia a contribuit cu 120 milioane de forinți (450.000 de euro) la cheltuielile de proiectare. Consiliul orașului Budapesta a plătit 150 milioane de forinți pentru proiect. În anul 2009 s-au aniversat 140 de ani de la stabilirea legăturilor diplomatice dintre monarhia austro-ungară și Japonia, precum și 50 de ani de la restabilirea legăturilor diplomatice dintre Japonia și Ungaria.